# Alexander Maccabeus
Alexander Maccabeus, död 48 f.Kr., var en hasmoneisk prins. 
När Judea erövrades av Rom år 63 f.Kr. lyckades han undgå att tillfångatas. Han drev sedan ett långvarigt krig mot Rom tills han slutligen besegrades och dödades. 